# Jolin
Jolin is een voornaam voor een meisje.
Volgens Babyflock is "Joline" een verbastering van Jolanda, dat viooltje of bloem betekent. De naam is in Nederland een zeldzame naam: in 2010 werd hij slechts één keer gegeven aan een meisje.
Een bekende persoon met de naam Jolin is de Taiwanese zangeres Jolin Tsai, vooral bekend van haar nummer Love, Love, Love, doordat dit lied werd gebruikt als begin- en eindmelodie van NOS Studio Sportzomer tijdens de Olympische Zomerspelen van 2008 in Peking.